# Argali (Palpa)
Argali (nep. अर्गली) – gaun wikas samiti w zachodniej części Nepalu w strefie Lumbini w dystrykcie Palpa. Według nepalskiego spisu powszechnego z 2001 roku liczył on 764 gospodarstw domowych i 3713 mieszkańców (2095 kobiet i 1618 mężczyzn).

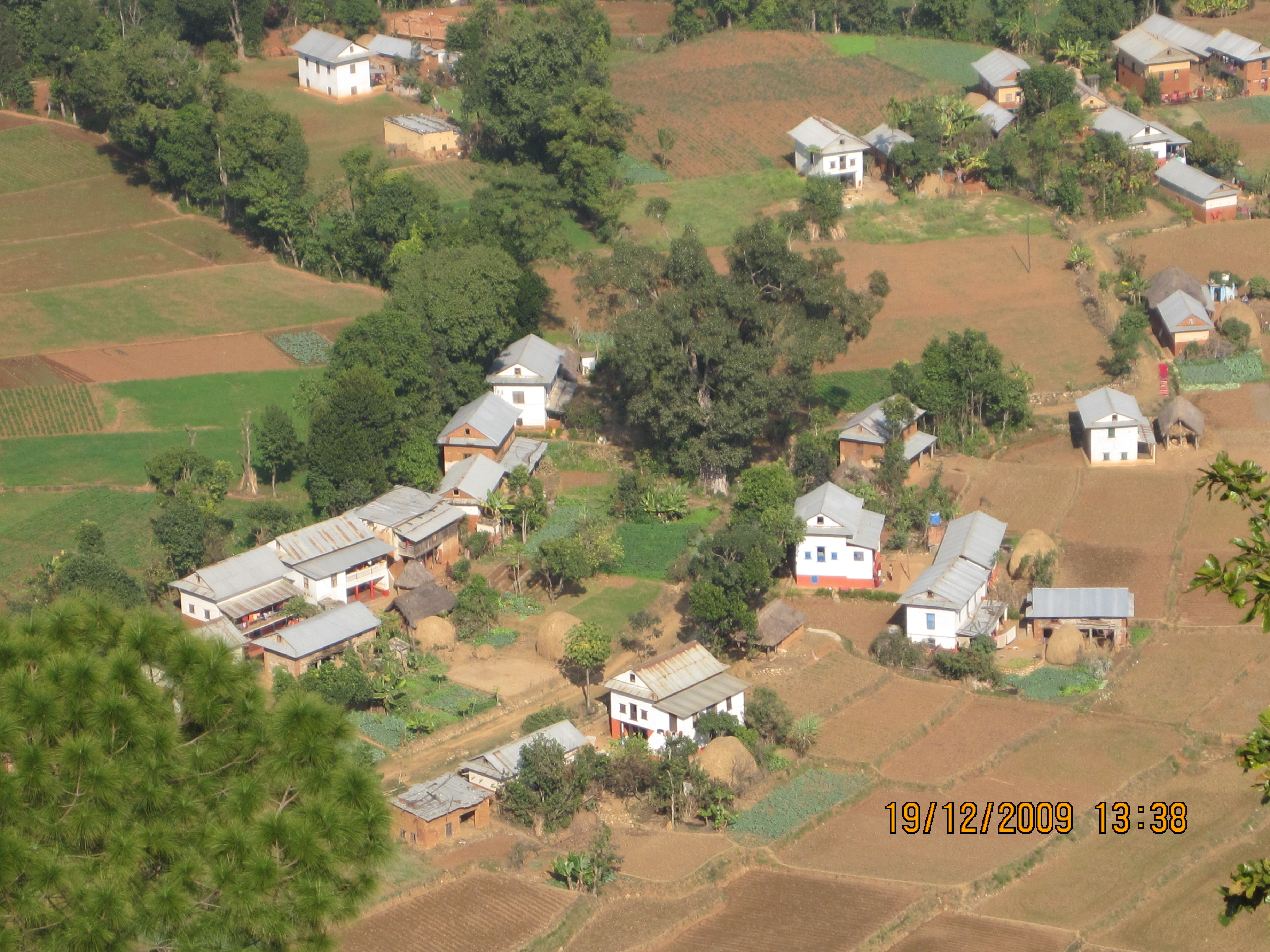
अर्गली गाउँ